# Нью-Бремен (Нью-Йорк)
Нью-Бремен (англ. New Bremen) — місто (англ. town) в США, в окрузі Льюїс штату Нью-Йорк. Населення — 2785 осіб (2020).

## Демографія
Згідно з переписом 2010 року, у місті мешкало 2706 осіб у 1012 домогосподарствах у складі 774 родин. Було 1140 помешкань
Расовий склад населення:
| - 97,6 % — білих - 0,8 % — чорних або афроамериканців - 0,3 % — корінних американців - 0,3 % — азіатів |

До двох чи більше рас належало 0,7 %. Частка іспаномовних становила 0,6 % від усіх жителів.
За віковим діапазоном населення розподілялося таким чином: 25,9 % — особи молодші 18 років, 60,0 % — особи у віці 18—64 років, 14,1 % — особи у віці 65 років та старші. Медіана віку мешканця становила 40,4 року. На 100 осіб жіночої статі у місті припадало 98,7 чоловіків;  на 100 жінок у віці від 18 років та старших — 101,4 чоловіків також старших 18 років.
Середній дохід на одне домашнє господарство  становив 68 101 долар США (медіана — 52 727), а середній дохід на одну сім'ю — 76 785 доларів (медіана — 59 688). Медіана доходів становила 46 686 доларів для чоловіків та 36 447 доларів для жінок. За межею бідності перебувало 13,6 % осіб, у тому числі 19,3 % дітей у віці до 18 років та 12,6 % осіб у віці 65 років та старших.
Цивільне працевлаштоване населення становило 1171 особа. Основні галузі зайнятості: освіта, охорона здоров'я та соціальна допомога — 24,5 %, виробництво — 13,0 %, публічна адміністрація — 10,6 %, науковці, спеціалісти, менеджери — 10,2 %.